# Anne Robert Jacques Turgot

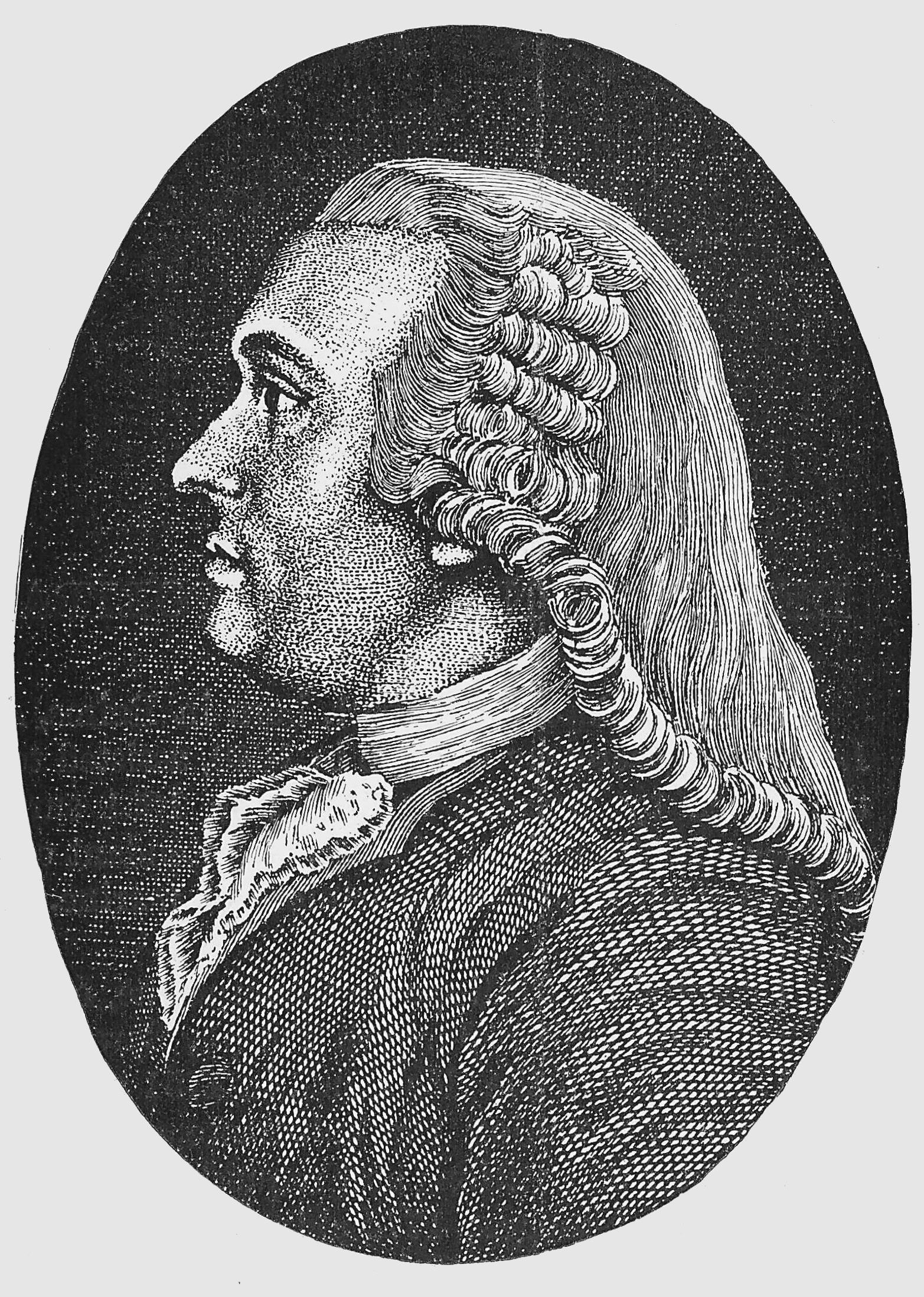
Anne Robert Jacques Turgot, baron de l’Aulne Anne Robert

Anne Robert Jacques Turgot, baron de l’Aulne (* 10. Mai 1727 in Paris; † 18. März 1781 ebenda; häufig auch in der Schreibung baron de Laune) war ein französischer Staatsmann und Ökonom der Aufklärung, der zur vorklassischen Ökonomie gezählt werden kann. Er beschrieb die Grundzüge des Ertragsgesetzes, aber auch Beiträge zur Encyclopédie.

## Leben und Schaffen
Jacques Turgot war der jüngste Sohn von Michel-Étienne Turgot, Prévôt des Marchands von Paris, und Madeleine Françoise Martineau. Er entstammte einem Adelsgeschlecht aus der Normandie. Ausgebildet für die Kirche, wurde er 1749 als „Abbé de Brucourt“ an der Sorbonne angenommen.

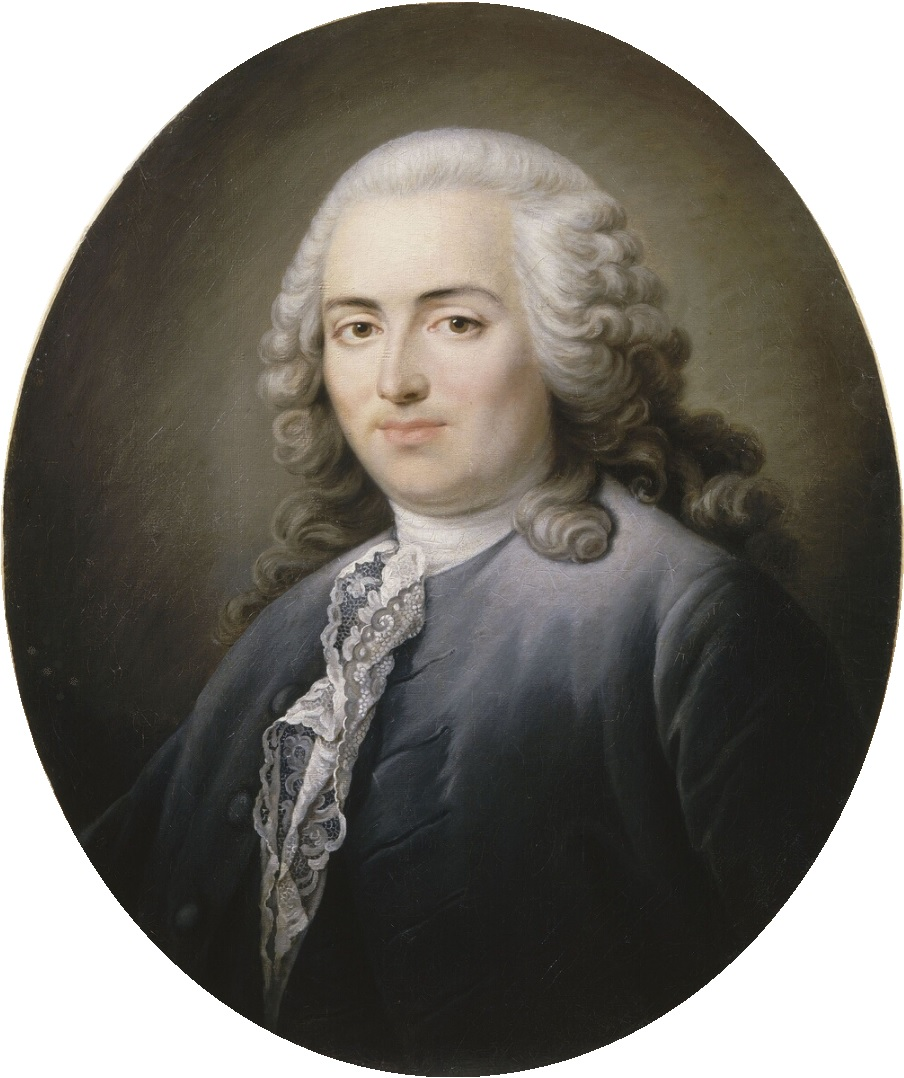
Anne Robert Jacques Turgot

Die ersten Anzeichen seines Interesses für Ökonomie finden sich in einem Brief (1749) über das Papiergeld, den er an einen Kommilitonen, den Abbé de Cicé, schrieb, und in dem er die Verteidigung von John Laws System durch den Abbé Terrasson widerlegte. Er mochte die Dichtung und versuchte, die Regeln der lateinischen Prosodie in die französische Poesie einzuführen; seine Übersetzung des vierten Buchs der Aeneis in klassischen Hexametern bezeichnete Voltaire als die einzige Prosaübersetzung, für die er sich begeistern konnte.
1750 entschloss er sich, nicht die Kirchenlaufbahn einzuschlagen. Gegenüber Pierre Samuel du Pont de Nemours nannte er als Grund, er könne es nicht ertragen, sein ganzes Leben über eine Maske tragen zu müssen. In den folgenden Jahren schrieb er u. a. zwei Abhandlungen Über die Bildung der Regierungen und die Vermischung der Völker und Über die Fortschritte des menschlichen Geistes; beide wurden erst postum im Jahr 1808 herausgegeben. Turgot wurde damit zu einem einflussreichen Vertreter eines vom Optimismus der Aufklärung getragenen Fortschrittsglaubens. 1752 wurde er Substitut des Generalprokurators, dann Parlamentsrat und 1753 Maître des requêtes. 1754 war er Mitglied der chambre royale, die während des Exils des Parlaments tagte; 1755 und 1756 begleitete er Gournay, damals Handelsintendant, bei seinen Touren durch die Provinzen; und 1760, während er im Osten Frankreichs und in der Schweiz unterwegs war, besuchte er Voltaire, der einer seiner besten Freunde und Unterstützer wurde. In Paris besuchte er die Salons, insbesondere die von Madame Graffigny, Madame Geoffrin, Madame du Deffand, Madame Lespinasse und der Marie Louise Elisabeth de La Rochefoucauld, Duchesse d’Anville (1716–1797) und verkehrte dort mit den bedeutenden Persönlichkeiten der Aufklärung.
Angeblich wollte er zu einem bestimmten Zeitpunkt die Nichte von Madame Graffigny, Mademoiselle de Ligniville („Minette“) heiraten, die den Salon ihrer Tante nach deren Tod übernahm, Claude Adrien Helvétius heiratete und als Madame Helvétius ihren Salon – ab 1772 unter dem Namen „cercle d’Auteuil“ – führte und eine lebenslange Freundin blieb. Während dieser Zeit begegnete er den Führern der physiokratischen Schule, François Quesnay und Vincent Gournay, und mit ihnen Dupont de Nemours, dem Abbé Morellet und anderen Ökonomen.
In den Salon von Madame Helvétius führte der „Baron de l’Aulne“ Ende der 1770er Jahre den noch jungen Pierre-Jean-Georges Cabanis ein, den sie „in der Folge wie einen Sohn protegierte“.
Während der ganzen Zeit studierte Turgot verschiedene Zweige der Wissenschaft sowie alte und moderne Sprachen.
Im Jahr 1753 übersetzte er die Questions sur le commerce von Josias Tucker (1713–1799) aus dem Englischen. Zur Unterstützung der religiösen Toleranz schrieb er seinen Lettre sur la tolérance (dt. Brief über die Toleranz) und ein Pamphlet, Le Conciliateur. Zwischen 1755 und 1756 erstellte er verschiedene Artikel für Diderots Encyclopédie, und zwischen 1757 und 1760 einen Artikel Valeurs des monnais, wahrscheinlich für das Dictionnaire du commerce des Abbé Morellet. 1759 erschien seine Éloge de Gournay.
Im August 1761 wurde Turgot zum Intendanten der Provinz Limoges ernannt, zu der einige der ärmsten und am höchsten besteuerten Gegenden Frankreichs gehörten; hier blieb er dreizehn Jahre. Er war bereits überzeugt von den Theorien Quesnays und Gournays und versuchte, sie in seiner Provinz praktisch anzuwenden. Sein erster Plan war, das von seinem Vorgänger Tourny begonnene Werk fortzusetzen, eine vollständige Landesvermessung (cadastre) durchzuführen, um zu einer gerechteren Einschätzung der taille zu gelangen; auf diese Weise erzielte er eine erhebliche Reduktion der von der Provinz zu leistenden Beiträge. Er veröffentlichte sein Avis sur l’assiette et la répartition de la taille (1762–1770), und als Präsident der Société d’agriculture de Limoges lobte er Preise für Aufsätze über die Besteuerungsprinzipien aus.
Quesnay und Mirabeau hatten eine proportionale Steuer (impôt de quotite) befürwortet, Turgot aber eine distributive (impôt de repartition). Eine weitere Reform war die Ersetzung der Corvée durch eine in der ganzen Provinz erhobene finanzielle Steuer, während der Straßenbau an Unternehmer vergeben wurde. Dadurch war Turgot in der Lage, seine Provinz mit einem guten Straßensystem auszustatten und gleichzeitig die Ausgaben für ihre Unterhaltung gerechter zu verteilen.
1769 schrieb er sein Mémoire sur les prêts a intérêt anlässlich einer skandalösen Finanzkrise in Angoulême; bemerkenswert ist diese Schrift, weil darin die verzinste Verleihung von Geld erstmals wissenschaftlich und nicht nur von einem kirchlichen Standpunkt aus behandelt wurde. Weitere während seiner Intendanz verfasste Werke waren das Mémoire sur les mines et carrières und das Mémoire sur la marque des fers, in dem er gegen staatliche Regulierung und Einmischung protestierte und für freien Wettbewerb plädierte. Zur gleichen Zeit tat er viel, um die Landwirtschaft und die örtlichen Industrien zu fördern; dazu zählt auch die Einrichtung einer Porzellanmanufaktur. Während der Hungersnot der Jahre 1770 bis 1771 legte er den Landbesitzern die Verpflichtung auf, den Armen und insbesondere den abhängigen Pächtern zu helfen. Er ließ Werkstätten und Büros gründen, um Arbeit für die Gesunden und Hilfe für die Gebrechlichen bereitzustellen, während er gleichzeitig die wahllose Verteilung von Almosen verurteilte. 1770 schrieb er seine berühmten Lettres sur la liberté du commerce des grains (Briefe über den freien Handel mit Getreide), gerichtet an den Generalkontrolleur, den Abbé Terray. Drei der Briefe sind verschwunden, da Turgot sie später an Ludwig XVI. schickte und nicht zurückbekam; die übrigen zeigen auf, dass freier Getreidehandel gleichermaßen im Interesse der Landbesitzer, Bauern und Verbraucher sei, und verlangen in klaren Worten die Beseitigung jeglicher Restriktionen.

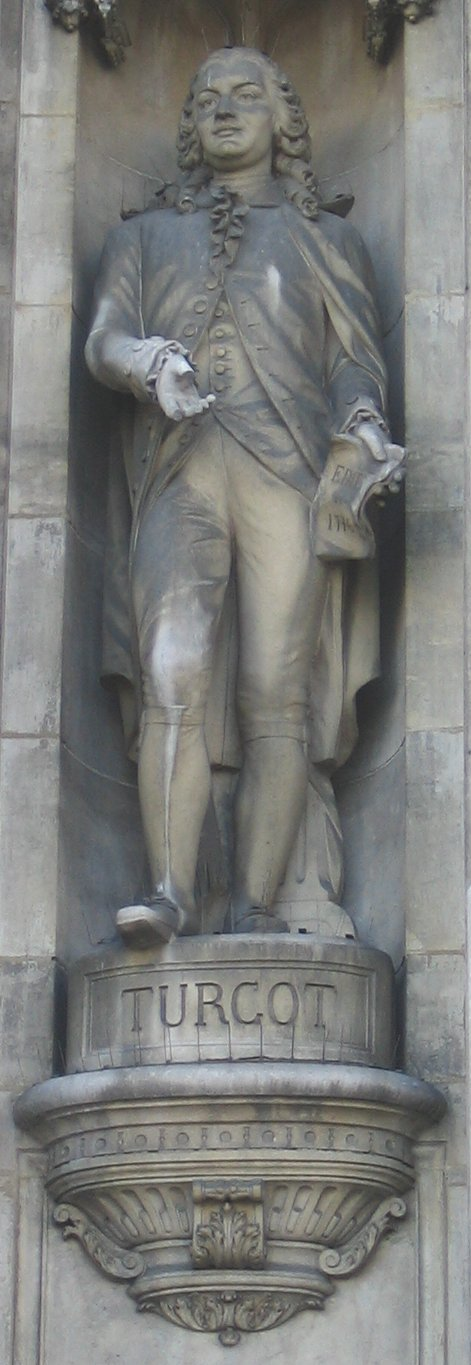
Turgot Statue am Hôtel de Ville in Paris

Turgots am besten bekanntes Werk, Réflexions sur la formation et la distribution des richesses hatte er 1766 angeblich für zwei chinesische Studenten geschrieben; es erschien 1769 bis 1770 in Duponts Zeitschrift, dem Ephémérides du citoyen, und wurde 1776 einzeln veröffentlicht. Dupont nahm jedoch verschiedene Änderungen des Textes vor, um ihn mehr mit Quesnays Doktrinen in Übereinstimmung zu bringen, was die Beziehungen zwischen ihm und Turgot beeinträchtigte.
Nach einer Skizzierung der Ursprünge des Handels entwickelte Turgot Quesnays Theorie, dass der Boden die einzige Quelle des Wohlstands sei, und teilte die Gesellschaft in drei Klassen, die produktive oder landwirtschaftliche, die Handwerkerklasse, und die Klasse der Landbesitzer. Nach einer Diskussion der Evolution der verschiedenen Anbaumethoden, der Natur von Tausch und Tauschhandel, Geld sowie der Funktion von Kapital, stellte er die Theorie des „impôt unique“ vor, nach der nur der Nettogewinn aus dem Land besteuert werden solle. Außerdem verlangte er die völlige Freiheit von Handel und Industrie.
Seine Ernennung zum Minister verdankte er Maurepas, dem „Mentor“ Ludwigs XVI., dem er vom Abbé Very empfohlen worden war, einem gemeinsamen Freund. Seine Ernennung zum Marineminister im Juli 1774 traf auf allgemeine Zustimmung und wurde von den philosophes mit Enthusiasmus begrüßt. Einen Monat später, am 24. August, wurde er zum Generalkontrolleur der Finanzen ernannt. Seine erste Handlung war, dem König eine Darlegung seiner Handlungsprinzipien vorzulegen: „kein Bankrott, keine Steuererhöhung, keine Verschuldung“. Turgots Politik angesichts der verzweifelten finanziellen Lage war es, in allen Bereichen strenge Sparsamkeit durchzusetzen. Alle Ausgaben mussten dem Generalkontrolleur zur Genehmigung vorgelegt werden, eine Reihe von Pfründen wurde beseitigt und ihre Besitzer entschädigt, der Missbrauch der „acquits au comptarit“ wurde angegangen, während Turgot persönlich beim König gegen die verschwenderische Vergabe von Stellen und Pensionen Einspruch einlegte. Er erwog auch eine tiefgehende Reform der „ferme générale“, begnügte sich aber für den Anfang mit bescheideneren Ansätzen: er erzwang bestimmte Bedingungen für neugeschlossene Pachtverträge, wie effizienteres Personal; er schaffte den Missbrauch einer bestimmten Art von Pensionen (croupes) ab, eine Reform, die Terray vermieden hatte, als er herausfand, wie viele Personen in hohen Positionen daran ein Interesse hatten; bestimmte Pachtverträge wurden aufgelöst. Er bereitete auch ein reguläres Budget vor.
Durch Turgots Maßnahmen gelang es, das Staatsdefizit beträchtlich zu reduzieren. Die Kreditwürdigkeit des Staates nahm zu, so dass Turgot 1776, kurz vor seinem Sturz, mit holländischen Bankiers Kredite zu 4 % aushandeln konnte. Dennoch war das Defizit immer noch so hoch, dass er seinen Hauptplan nicht realisieren konnte, die indirekte Besteuerung durch eine einzige Landsteuer zu ersetzen. Frankreichs Beteiligung am amerikanischen Revolutionskrieg lehnte er aus ökonomischen Gründen ab, konnte sich aber nicht durchsetzen.
Turgot wollte zunächst den freien Getreidehandel durchsetzen, aber seine am 13. September 1774 unterschriebene Verfügung dazu stieß sogar beim conseil du roi auf energische Opposition. In der Präambel des Edikts fasst er seine Thesen populär zusammen, so dass „selbst ein Dorfrichter sie seinen Bauern erklären könne“. Die Ablehnung war heftig. Turgot wurde von denen gehasst, die unter dem Regime Terrays von Spekulationen mit Getreide profitiert hatten, darunter auch die Königsfamilie. Zudem war der Getreidehandel in den Jahren zuvor ein Lieblingsthema der Salons gewesen. Der dort beliebte italienische Diplomat und Ökonom Ferdinando Galiani, Gegner der Physiokraten, hatte eine zahlreiche Anhängerschaft. Die Opposition wurde verstärkt durch Linguet und Jacques Necker, der 1775 sein Essai sur la législation et le commerce des grains veröffentlichte. Aber Turgots schlimmster Feind war die Missernte 1774, die im folgenden Winter und Frühjahr zu einem leichten Preisanstieg für Brot führte. Im April kamen in Dijon Unruhen auf, und Anfang Mai fand der so genannte „Mehlkrieg“ (frz. guerre des farines) statt. Wegen ihrer sorgfältigen Organisation kann man diese Aufstände als eine erste Probe der Französischen Revolution sehen. Mit Unterstützung des Königs gelang Turgot die Niederschlagung der Aufstände. Seine Position wurde vom Eintritt Malesherbes in das Kabinett gestärkt (Juli 1775).
Schon längere Zeit hatte Turgot seine berühmte „Six Edits“ vorbereitet, die er im Januar 1776 dem conseil du roi vorlegte. Von den sechs Edikten waren vier von geringer Wichtigkeit. Die beiden, die heftigen Widerstand erregten, waren das Edikt zur Beseitigung der Corvées und das zur Aufhebung des Zunftzwangs. In der Präambel zu letzterem verkündete Turgot die Abschaffung der Privilegien und die Unterwerfung aller drei Stände unter die Besteuerung; der Klerus wurde auf Bitten Maurepas’ davon ausgenommen. Im Vorwort der Verfügung über die Zünfte betonte er das Recht für jedermann, ohne Einschränkungen in jedem Beruf zu arbeiten. Er erreichte die Registrierung aller sechs Edikte durch das Lit de justice am 12. März, aber zu dieser Zeit hatte er fast jeden gegen sich. Seine Angriffe auf die Privilegien hatten ihm den Hass des Adels und der Parlamente eingetragen, seine versuchten Reformen des königlichen Haushalts den des Hofs, seine Pläne zum Freihandel den der Finanziers, seine Ansichten über die Toleranz den des Klerus, und sein Edikt über die Zünfte den der reichen Bourgeoisie von Paris. Die Königin hatte eine Abneigung gegen ihn, weil er sich gegen die Verschwendungssucht zugunsten ihrer Günstlinge wendete, und bei Madame de Polignac hatte er auf ähnliche Weise Anstoß erregt.
Trotzdem hätte alles gutgehen können, wenn Turgot wenigstens das Vertrauen des Königs behalten hätte. Der König konnte aber nicht darüber hinwegsehen, dass Turgot bei den anderen Ministern keinen Rückhalt hatte. Sogar sein Freund Malesherbes dachte, dass er zu überstürzt handele; überdies hatte er selber schon resigniert und dachte daran, zurückzutreten. Die Entfremdung von Maurepas schritt fort. Ob wegen seiner Eifersucht auf Turgot, wegen dessen Einfluss auf den König oder wegen der natürlichen Unvereinbarkeit ihrer Charaktere, jedenfalls neigte er dazu, Partei gegen Turgot zu ergreifen. Die Versöhnung zwischen ihm und der Königin zu dieser Zeit trug dazu bei, dass er von nun an ein Werkzeug der Polignac-Clique und der Choiseul-Partei war. Ebenfalls zu dieser Zeit erschien ein Pamphlet, Le Songe de M. Maurepas, mit einer bitteren Karikatur Turgots, das allgemein dem Comte de Provence (Ludwig XVIII.) zugeschrieben wird.
Vor einem Bericht über die Umstände von Turgots Fall seien hier kurz seine Ansichten über das Verwaltungssystem zusammengefasst. Wie die Physiokraten war er ein Anhänger des aufgeklärten politischen Absolutismus, und er erwartete vom König, alle Reformen durchzuführen. Er lehnte jegliche Einmischung der Parlamente in die Gesetzgebung ab, da sie keine Kompetenz außerhalb der Justiz hätten. Er erkannte die Gefahr einer Wiedereinberufung des alten Parlaments, konnte sich aber schwerlich dagegen wenden, da er mit der Entlassung Maupeous und Terrays verbunden war; er scheint dessen Macht auch unterschätzt zu haben. Er war gegen die Einberufung der Generalstände, wie sie von Malesherbes vorgeschlagen wurde (6. Mai 1775), möglicherweise weil die beiden privilegierten Stände darin zu viel Macht haben würden. Sein eigener Plan findet sich in seinem Memoire sur les municipalités, das dem König informell eingereicht wurde.
In dem von Turgot vorgeschlagenen System sollten nur Landbesitzer die Wählerschaft bilden, wobei keine Unterschiede zwischen den Ständen gemacht werden sollten. Die Mitglieder der Stadt- und Landmunizipalitäten sollten die Repräsentanten für die Bezirksmunizipalitäten, diese die Provinzmunizipalitäten, und diese wiederum die „Municipalité générale“ wählen. Diese sollte keine legislative Macht haben, sondern sich nur mit der Steuerverwaltung befassen. Damit sollte ein ganzes System für die Ausbildung und Armenfürsorge verbunden sein. Ludwig XVI. schreckte davor zurück, weil es ein zu großer Schritt ins Unbekannte gewesen wäre, und solch ein fundamentaler Meinungsunterschied zwischen König und Minister musste zwangsläufig früher oder später zu einem Bruch führen. Turgots einzige Wahlmöglichkeit bestand allerdings darin, an Details des bestehenden Systems herumzubasteln oder eine völlige Revolution herbeizuführen; sein Angriff auf die Privilegien, der im Zusammenspiel eines populären Ministers und eines starken Königs hätte durchgeführt werden können, musste jedenfalls Teil eines effektiven Reformplans sein.
Die unmittelbare Ursache für Turgots Sturz ist zweifelhaft. Einige sprechen von einem Komplott, von gefälschten Briefen mit Angriffen auf die Königin, die dem König als Turgots vorgezeigt wurden; von einer Reihe von Notizen über Turgots Budget, angeblich von Necker ausgearbeitet, um dem König die Unfähigkeit Turgots zu zeigen. Andere schreiben seinen Sturz Marie-Antoinette zu; zweifellos hasste sie Turgot dafür, dass er Vergennes bei der Abberufung des duc de Guînes von seinem Botschafterposten in London unterstützt hatte. Für dessen Angelegenheit war die Königin auf Veranlassung der Choiseul-Clique leidenschaftlich eingetreten. Wieder andere sprechen von einer Intrige Maurepas’. Beim Rücktritt von Malesherbes (April 1776), den Turgot durch den Abbé Very ersetzen wollte, schlug Maurepas dem König einen unfähigen Mann namens Amelot als Nachfolger vor. Als Turgot das hörte, schrieb er einen entrüsteten Brief an den König, in dem er ihm vorwarf, ihn nicht sehen zu wollen; in energischen Worten wies er auf die Gefahren eines schwachen Ministeriums und eines schwachen Königs hin; und er beklagte sich bitterlich über Maurepas’ Unschlüssigkeit und seine Abhängigkeit von Hofintrigen. Diesen vertraulichen Brief soll der König Maurepas gezeigt haben, dessen Abneigung gegen Turgot sich dadurch noch verstärkte. Bei all diesen Feinden war Turgots Sturz letztlich sicher; er wollte aber vor seinem Rücktritt noch lang genug im Amt bleiben, um seine Reform des königlichen Haushalts zu beenden. Dies wurde ihm jedoch nicht erlaubt, stattdessen wurde er am 12. Mai aufgefordert, seinen Rücktritt einzureichen. Er zog sich nach La Roche-Guyon zurück, dem Schloss der Herzogin von Anville, kehrte dann aber nach Paris zurück, wo er den Rest seines Lebens mit wissenschaftlichen und literarischen Studien verbrachte, nachdem er 1777 zum Vizepräsidenten der Académie des inscriptions et belles-lettres gemacht worden war.
Turgot setzte sich für die „natürlichen Rechte“ der Bürger ein, über die diese aufgrund des „Naturgesetzes“ verfügen. August Oncken lehnte Turgot als schlechten Physiokraten ab, während Leon Say ihn als Gründer der modernen politischen Ökonomie betrachtete, der sich im 19. Jahrhundert trotz seines Scheiterns im 18. Jahrhundert durchgesetzt habe. Als Staatsmann ist er sehr verschieden eingeschätzt worden, es herrscht aber allgemein Übereinstimmung, dass eine große Anzahl von Reformen und Ideen der Revolution auf diesen Aufklärer zurückgehen.

## Eponyme
1999 wurde der Asteroid (10089) Turgot nach ihm benannt.

## Werke
- Réflexions sur la formation et la distribution des richesses